# Marin Srakić

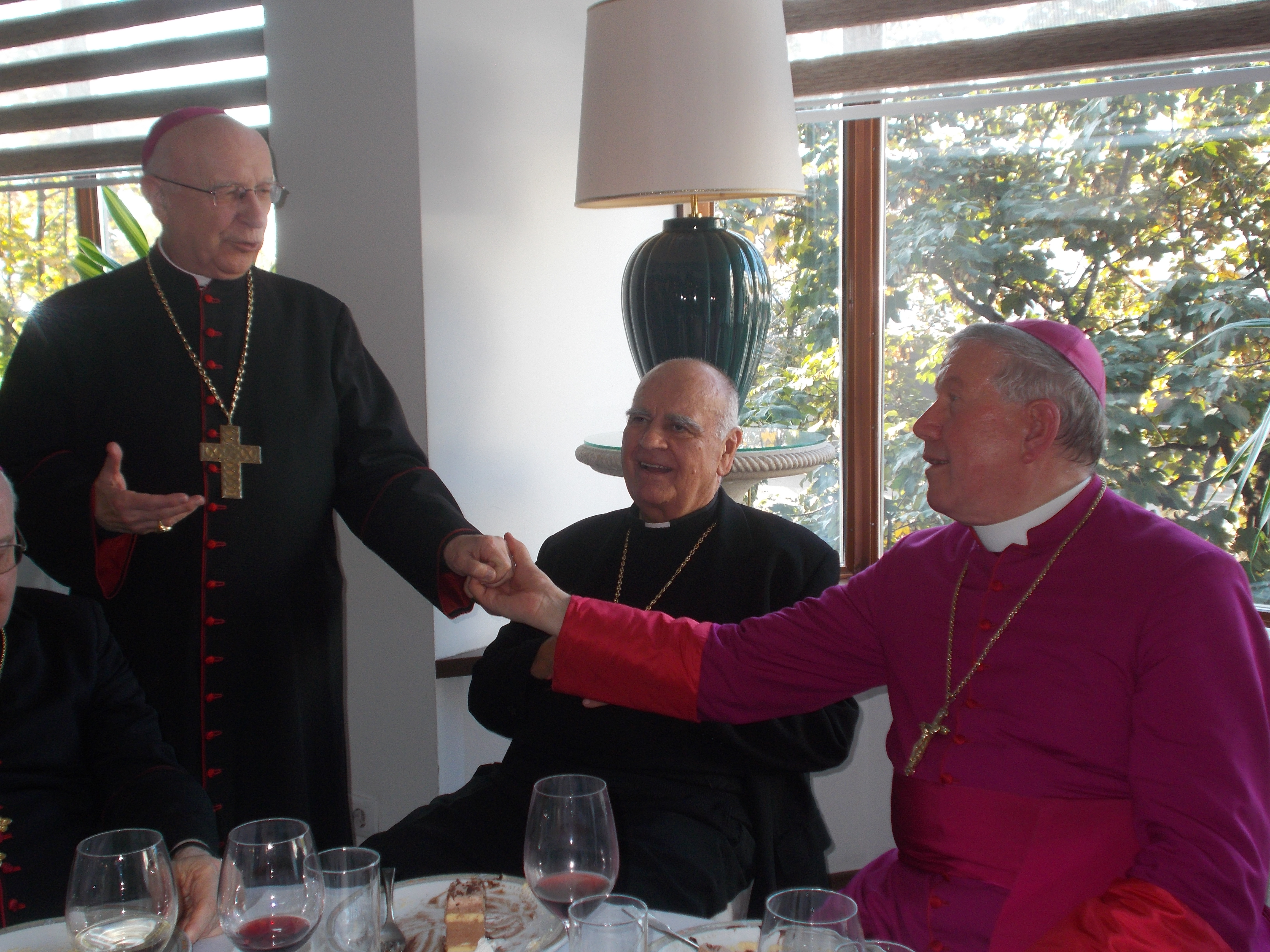
Erzbischof Marin Srakić (links; 2015)

Marin Srakić (* 6. Juli 1937 in Ivanovci bei Ladimirevci, Königreich Jugoslawien) ist emeritierter Erzbischof des römisch-katholischen Erzbistums Đakovo-Osijek. Er war zwischen 2007 und 2017 Vorsitzender der Kroatischen Bischofskonferenz.

## Leben
Marin Srakić besuchte das klassische Gymnasium des Erzbistums Zagreb. Sein Lizenziat der Theologie erwarb er nach erfolgreichem Studium in Đakovo und Zagreb. Am 6. März 1960 empfing er die Priesterweihe. Sein zweites Lizenziat im Fachgebiet der Moraltheologie erreichte er nach erfolgreichem Studium in Rom. Von 1960 bis 1961 war er als Pastoral in Slavonski Brod eingesetzt. In den Jahren von 1961 bis 1965 leitete er die Pfarrei Podravski Podgajci. 1965 bis 1967 war er als Erzieher im Priesterseminar von Đakovo tätig. Zwischen den Jahren 1967 bis 1970 absolvierte er weiterführende Studien in Rom und übernahm wiederum bis in das Jahr 1973 erzieherische Aufgaben im Priesterseminar von Đakovo. Als Regens übernahm er 1977 die Leitung des Priesterseminars, bis in das Jahr 1989. Er ist seit dem Jahre 1970 bis heute Professor im Fach Moraltheologie an der katholischen Fakultät von Đakovo. 
Papst Johannes Paul II. ernannt ihn 1990 zum Titularbischof von Cercina und zum Weihbischof im Bistum Đakovo und Syrmien. Die Bischofsweihe spendete ihm am 24. März 1990 Franjo Kardinal Kuharić. Zum bischöflichen Koadjutor des Bistums Đakovo und Syrmien wurde er am 10. Februar 1996 ernannt. Das Bischofsamt übernahm er am 6. Februar 1997. 
Bischof Marin Srakić war bei der Kroatischen Bischofskonferenz Präsident der Kommission für Kirchenrecht, Präsident des Rates in Fragen bezüglich der Priesterseminare und Berufungen. Er ist Mitglied der päpstlichen Kommission im kroatischen Institut des Hl. Jeronimus in Rom. 
Er wurde im Oktober 2007 von der kroatischen Bischofskonferenz in Gospić zu deren Vorsitzenden gewählt und löste somit den bisherigen Vorsitzenden der kroatischen Bischofskonferenz Josip Bozanić nach zwei Amtszeiten ab. Srakić selbst übte dieses Amt ebenfalls zwei Amtszeiten bis 2017 aus.
Im Juni 2008 wurde Srakić vom Papst zum Erzbischof des neu gegründeten Erzbistums Đakovo-Osijek ernannt. Am 18. April 2013 nahm Papst Franziskus das von Marin Srakić aus Altersgründen vorgebrachte Rücktrittsgesuch an.